# Dušan Uhrin Jr.
Dušan Uhrin junior (n. 11 octombrie 1967, Praga) este un antrenor de fotbal și fost fotbalist ceh. Este fiul lui Dušan Uhrin, de asemenea un antrenor de fotbal.

## Cariera de fotbalist
Dušan Uhrin Jr. și-a făcut junioratul la echipele Meteor Praga și Bohemians Praga. Și-a început cariera la seniori în 1984, la Meteor, înainte de a ajunge la Montáže Praga și apoi la FC Jílové. La ultima dintre ele, Uhrin jr. a suferit o gravă accidentare și astfel s-a concentrat mai mult pe cariera de antrenor. Între 1990 și 1991 a îndeplinit rolul de antrenor-jucător al echipei RH Strašnice. În 1998, când activa la echipa FC Jílové, s-a retras definitiv din cariera de jucător.

## Cariera de antrenor
Deși prima sa slujbă ca antrenor a fost la echipa RH Strašnice în 1990, abia în 2000 a cunoscut consacrarea în această meserie, când a preluat în colaborare funcția de antrenor al echipei Sparta Praga. Din 2002 a devenit antrenor principal la Bohemians Praga, iar în 2004 a semnat un contract cu FK Mladá Boleslav. După ce a salvat echipa de la retrogradare în primul sezon, a avut un sezon secund excelent, în care a urcat până pe locul al doilea în campionatul Cehiei. În stagiunea următoare a impresionat și în Europa, reușind să învingă pe Olympique de Marseille în primul tur al Cupei UEFA. A încheiat sezonul 2006-2007 pe locul trei, și în vara anului 2007 a acceptat oferta clubului din Liga I, Politehnica Timișoara.
În primul sezon la Timișoara (2007-08), Uhrin a obținut calificarea în Cupa UEFA, aducând prima prezență a bănățenilor în cupele europene după o pauză de 16 ani. În sezonul următor, echipa a avut o evoluție din nou remarcabilă, la jumătatea stagiunii fiind pe locul trei, în ciuda unei penalități de șase puncte impusă de FIFA. Însă în decembrie 2008, conducerea clubului a decis demiterea lui Uhrin, fără a motiva această decizie.
În același sezon, Uhrin a condus pe CFR Cluj, din funcția de consilier sportiv, el neavând voie să pregătească două echipe într-o singură stagiune, conform unei reguli a FRF. Nu a avut rezultatele scontate și a fost demis după doar cinci etape. S-a întors în țara sa natală pentru un nou mandat la conducerea echipei Mladá Boleslav.
În ianuarie 2010, Uhrin a semnat un contract cu echipa cipriotă AEL Limassol, de la conducerea căreia a fost însă demis în septembrie același an. La data de 13 decembrie 2010, antrenorul ceh a revenit la conducerea echipei FC Timișoara, cu care a semnat un contract pentru un an, cu posibilitate de prelungire pentru alți doi.
În august 2019, Uhrin a preluat conducerea tehnică a echipei Dinamo București. În martie 2020, Uhrin și-a reziliat contractul cu Dinamo.
În aprilie 2021, Uhrin a revenit la Dinamo, urmând să antreneze echipa în play-out-ul Ligii I, cu obiectivul de a salva pe Dinamo de la retrogradare. Uhrin a semnat un contract până în iunie 2022. Sub conducerea lui Uhrin, Dinamo a evitat retrogradarea și chiar și barajul de menținere în Liga I. Însă cu doar o săptămână înainte de startul sezonului 2021-22 al Ligii I, Uhrin a demisionat de la conducerea lui Dinamo. S-a întors la Dinamo în martie 2022.

## Palmares
Dinamo Tbilisi
- Prima Ligă Georgiană: 2012–13
- Cupa Georgiei: 2012–13

## Statistici antrenorat
La 13 august 2019.
| Echipa                | Început           | Sfârșit            | Rezultate | Rezultate | Rezultate | Rezultate | Rezultate | Rezultate | Rezultate  |
| Echipa                | Început           | Sfârșit            | M         | V         | E         | Î         | GM        | GP        | Victorii % |
| --------------------- | ----------------- | ------------------ | --------- | --------- | --------- | --------- | --------- | --------- | ---------- |
| Bohemians 1905        | 25 iunie 2002     | 18 octombrie 2004  | 66        | 16        | 18        | 32        | 76        | 58        | 24,24      |
| Mladá Boleslav        | 19 octombrie 2004 | 28 mai 2007        | 81        | 38        | 24        | 19        | 124       | 98        | 46,91      |
| Politehnica Timișoara | 11 iunie 2007     | 2 decembrie 2008   | 41        | 21        | 11        | 9         | 66        | 46        | 51,22      |
| CFR Cluj              | 1 martie 2009     | 7 aprilie 2009     | 6         | 4         | 1         | 1         | 7         | 4         | 66,67      |
| Mladá Boleslav        | 1 iulie 2009      | 26 decembrie 2009  | 16        | 7         | 4         | 5         | 28        | 23        | 43,75      |
| AEL Limassol          | 1 ianuarie 2010   | 21 septembrie 2010 | 20        | 11        | 4         | 5         | 36        | 25        | 55         |
| Politehnica Timișoara | 13 decembrie 2010 | 27 iulie 2011      | 16        | 9         | 5         | 2         | 33        | 17        | 56,25      |
| Dinamo Tbilisi        | 1 iunie 2012      | 6 decembrie 2013   | 53        | 37        | 10        | 6         | 135       | 48        | 69,81      |
| Viktoria Plzeň        | 17 decembrie 2013 | 11 august 2014     | 30        | 15        | 9         | 6         | 54        | 32        | 50         |
| Dinamo Minsk          | 21 decembrie 2014 | 30 aprilie 2015    | 7         | 1         | 3         | 3         | 6         | 9         | 14,29      |
| Slavia Praga          | 16 mai 2015       | 29 august 2016     | 42        | 17        | 14        | 11        | 68        | 46        | 40,48      |
| Mladá Boleslav        | 13 iunie 2017     | 24 februarie 2018  | 10        | 4         | 1         | 5         | 13        | 16        | 40         |
| Total                 | Total             | Total              | 388       | 180       | 104       | 104       | 646       | 424       | 46,39      |